# Club Universitario de Buenos Aires (rugby)

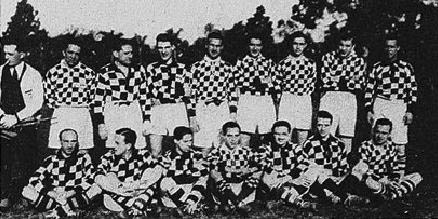
Universitario antes de la final del torneo de Segunda División de rugby en 1924.

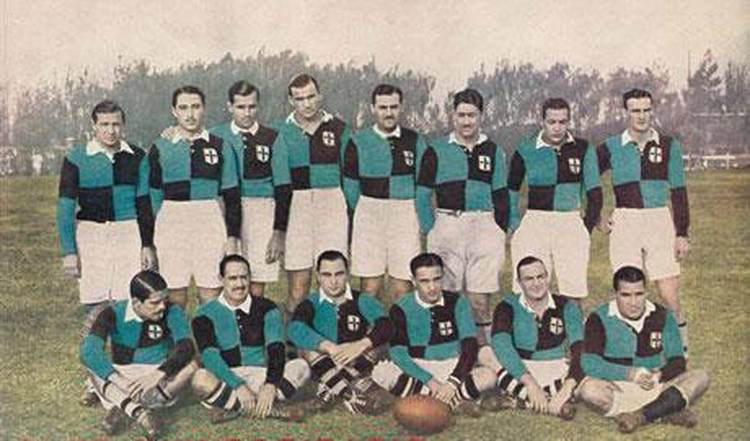
Equipo que en 1931 obtuvo el primer campeonato de la URBA para el club.

La sección de rugby del Club Universitario de Buenos Aires (conocido también por su acrónimo "CUBA"), de la Ciudad de Buenos Aires (Argentina),disputa el Torneo de la URBA, regularmente el Top 12. Es uno de los clubes históricos de la Unión de Rugby de Buenos Aires en donde conquistó catorce torneos locales (se impuso en el Torneo de la URBA en 1931, 1942, 1944, 1945, 1947, 1949, 1950, 1951, 1952, 1965, 1968, 1969, 1970, 2013, y 2021). También ha ganado el Torneo Nacional de Clubes en 2014. La sede donde está la principal actividad rugbystica está ubicada en Villa de Mayo, Malvinas Argentinas, Provincia de Buenos Aires.Es considerado uno de los clubes más importantes de rugby de la Argentina.

## Historia
Se atribuye el nacimiento de esta práctica a la amistad que existía entre los integrantes del CASI y los fundadores del CUBA. El primer capitán de CUBA, proveniente de CASI, fue Oscar Meana, quien en 1919 y se incorporó para fomentar el deporte a los jóvenes.
CUBA comenzó a participar en los torneos de la URBA en 1922, cuando disputó el campeonato de segunda división.
Su primer partido oficial fue el 15 de mayo de 1921 y venció 11-0 a Huemac en la cancha del Club Metropolitan en Santos Lugares y por el Torneo de Segunda División, en el que se consagró campeón invicto y logró el ascenso a Primera. Sólo contaba con dos jugadores que habían practicado rugby anteriormente, el capitán Julio Dellepiane Rawson y Rodolfo de Surra Canard, el primero jugó en CASI en 1918 y el segundo en Eastbourne College de Inglaterra.

### Ascenso y primer campeonato
Desde 1923 disputó los campeonatos de primera división, hasta que en 1931 se dio el primer campeonato del club, con dieciséis partidos jugados, catorce ganados, un empate y una derrota.
Comenzó el campeonato ante el Club Pacífico, al cual venció 5-0, luego cayó ante el vigente campeón CASI por 25-0, y desde ahí, no perdió más en el certamen. El único empate fue ante GEBA 3 a 3.
Al finalizar la primera rueda el club termina primero con trece puntos, uno menos que CASI y empatado con GEBA. La segunda rueda del campeonato fue mejor que la primera, logró las ocho victorias, incluyendo la histórica victoria ante el CASI, a quienes tan solo habían derrotado una vez. Ese año finalizó con la victoria ante Buenos Aires 20 a 3.
CUBA obtuvo otros 15 campeonatos, cuatro de ellos compartidos con otros clubes, en 1949 con CASI, 1950 con Pucará, 1968 con Belgrano Athletic y 1970 con SIC, ya que en aquel entonces, al existir igualdad en puntos, se daba el campeonato a ambas instituciones, no existía una final entre ambos.
El título más reciente fue en 2021 enfrentándose al SIC un partido que el Club Universitario venció 10 a 9 y así conseguir su 15 estrella en el Rugby de Buenos Aires.
Fueron importantes para el club algunos partidos disputados contra  equipos extranjeros: Juniors Springboks (1932 y 1959), Oxford & Cambridge (1948, 1956 y 1965), Irlanda (1952) y los Gazelles sudafricanos (1966). El mayor e inigualado logro fue ganar, en 1965, los seis campeonatos (Primera, Intermedia, Tercera, Reserva -invicto-, Cuarta y Quinta -invicto-) en los que intervino con sus seis equipos, el absoluto y los cinco juveniles.

### Años de sequía
CUBA estuvo cuarenta y tres años sin obtener el título de la URBA. En 2006 y 2007 disputó las semifinales del Top 14, pero más tarde tuvo malas rachas, entre ellas el tener que pelear la permanencia en 2010 y 2011.
En 2011 el club llegó a la final del Reubicación I, ante Lomas AC, con ello mantuvo la categoría.
En el 2012 el club llegó a los play-offs del Top 14, donde cayó ante Club Newman.

### 2013 y 2021 actuales campeonatos URBA
| Primera División 1931 | Primera División 1931 | Primera División 1931 |
| 1.ª rueda             | Rival                 | 2.ª rueda             |
| --------------------- | --------------------- | --------------------- |
| 5 - 0                 | Pacífico              | 17 - 0                |
| 0 - 25                | CASI                  | 12 - 6                |
| 17 - 0                | Curupaytí             | 17 - 5                |
| 22 - 8                | YMCA                  | 14 - 6                |
| 21 - 6                | Hindú                 | 13 - 3                |
| 3 - 3                 | GEBA                  | 14 - 3                |
| 11 - 4                | Belgrano AC           | 17 - 0                |
| 10 - 5                | BIEI                  | 20 - 3                |

El año comenzó con el club jugando el Grupo I en la zona A, con rivales como Hindú Club, Newman y Lomas AC. El primer partido fue ante Club San Albano, al cual derrotó 20 - 16.
Finalizó tercero con ocho victorias y tres derrotas en once encuentros, con esto, clasificó al Top 14 de la URBA 2013.
En el Top 14, el club finalizó segundo, con once victorias y tan solo dos derrotas, ante Hindú Club y Newman. Al finalizar segundo de ese torneo, el club avanzó directamente a las semifinales donde esperó por el vencedor de Newman y Belgrano AC.
Ya en semifinales, CUBA venció 22 - 15 a Newman, y clasificó a la final del Torneo de la URBA. Esa final sería la que cortaría 43 años de sequía, ya que el club derrotó al vigente campeón Hindú Club con un penal convertido por Bautista Güemes cuando se moría el partido. 
En 2021 Cuba venció al SIC 10 a 9 en un partido para el infarto, con una pesca en el 73' de su segunda línea y un drop de Joquín Lamas en el 79' el resto es historia.

### Campeón nacional 2014
El 2014 lo ve a CUBA clasificado al Torneo Nacional de Clubes como campeón de la URBA y un gran favorito a pelearlo.
Integró la zona 1 junto con C.A.S.I., Gimnasia de Rosario y Universitario de Tucumán. La primera fecha fue como visitante, ante el elenco rosarino, al cual derrotó 48 a 21, sumando así sus primeros cuatro puntos y además, un punto bonus.
CUBA tuvo un grupo relativamente sencillo, tal es el caso que logró su clasificación a la segunda fase a falta de una fecha.
En las semifinales debió jugar contra el mejor de la zona 2, otro elenco rosarino, Jockey Club, y en condición de visitante, aunque esto no fue impedimento y superó al rival 21 a 12, clasificando a la final.
En la primera final que disputó en su historia, el club se enfrentó ante un club más experimentado, Duendes Rugby Club, equipo que ya había jugado cinco finales, ganado tres de ellas, y además venía como el campeón del Torneo del Interior 2013. La final era el partido más esperado, el campeón de la URBA contra el campeón del Interior, ambos se vieron las caras en Villa de Mayo.
El partido comenzó favorable al cuadro local, que logró un try y una conversión por parte de Facundo Bosch y de Bautista Güemes respectivamente, sin embargo, el elenco visitante avanzó en el marcador con una gran actuación de Tomás Carrió, quien con un drop y dos penales puso en ventaja al elenco verde. Ya sobre el cierre del primer tiempo, Genaro Carrió anotó un try, con esto, CUBA se fue al vestuario 8 - 14 abajo.
El segundo tiempo fue más emotivo, "Bauti" Güemes convirtió un penal al minuto de comenzado y Tomás Carrió otro a los diez, luego respondió Güemes a los dos minutos. Ya sobre el final, Facundo Bosch logró su segundo try, el cual Bautista Güemes convirtió, con esto, CUBA se puso 21 a 17, a falta de dieciséis minutos.
Una conversión de un penal puso al elenco visitante a 1 punto a falta de trece minutos, sin embargo, el elenco local logró mantener la ventaja y con ello logró su coronación en su primera final disputada.

## Jugadores destacados

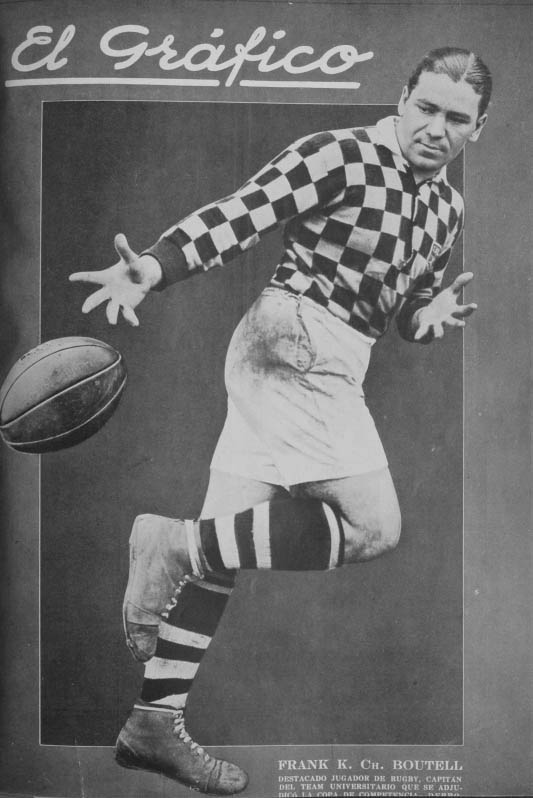
Frank Chevallier Boutell, notable jugador de los años '20, en la portada de El Gráfico.

El siguiente listado incluye jugadores que se han desempeñado en el club y han sido convocados a los Pumas alguna vez.
- Frank Chevallier Boutell[17][18][19]

- Ignacio Corleto[20]
- Héctor Goti
- Ernesto Ure
- Hugo Miguens
- Bernardo Miguens
- Javier Miguens
- Pedro Lanza
- Juan Lanza
- Matias Mihura
- Elías Gaviña
- Ricardo Mastai
- Felipe Aranguren
- Benjamin Urdapilleta
- Tomás de la Vega
- Bautista Güemes
- Juan Cruz González "Joton"
- Matías Moroni
- Matías Viacava